# Australian Open-mesterskabet i mixed double 2020
Australian Open-mesterskabet i mixed double 2020 var den 77. turnering om Australian Open-mesterskabet i mixed double. Turneringen var en del af Australian Open 2020 og blev spillet i Melbourne Park i Melbourne, Australien i perioden 24. januar - 1. februar 2020 med deltagelse af 32 par.
Mesterskabet blev vundet af Barbora Krejčíková og Nikola Mektić, som i finalen besejrede Bethanie Mattek-Sands og Jamie Murray med 5-7, 6-4, [10-1], og som endte kampen med at vinde de sidste otte point i træk. Krejčíková vandt titlen for andet år i træk, idet hun året før sejrede sammen med Rajeev Ram, som imidlertid ikke stillede op til sit titelforsvar, og dermed blev hun den første spiller, som forsvarede Australian Open-mesterskabet i mixed double, siden Jim Pugh vandt mesterskabet to år i træk i 1989 og 1990, og den første kvinde til at udføre den bedrift, siden hendes tidligere træner og mentor, Jana Novotná, gjorde det i 1988 og 1989.
Det tjekkisk-kroatiske par spillede deres første turnering som makkere og turneringssejren var således også deres første som makkere. Sejren var Nikola Mektić' første grand slam-titel, idet hans indtil da bedste resultat på grand slam-niveau var, da han tabte mixed double-finalen ved US Open 2018 sammen med Alicja Rosolska. Barbora Krejčíková vandt sin fjerde grand slam-titel i karrieren, idet hun tidligere også havde vundet damedouble-titlerne ved French Open og Wimbledon i 2018. Bethanie Mattek-Sands og Jamie Murray var i deres tredje grand slam-finale i mixed double som makkere, men det var første gang, de endte finalen i taberens rolle.
46-årige Leander Paes, der tidligere havde vundet Australian Open-mesterskabet i mixed double tre gange og herredoubletitlen en gang, spillede sin sidste Australian Open. Den indiske tennislegendes sidste optræden i Melbourne endte i anden runde, hvor han sammen med Jeļena Ostapenko blev slået ud af de senere finalister, Bethanie Mattek-Sands og Jamie Murray.

## Pengepræmier
Den samlede præmiesum til spillerne i mixed double androg A$ 682.000 (ekskl. per diem), hvilket var en stigning på 4,3 % i forhold til året før.
| Resultat               | Pengepræmier | Pengepræmier | Ændring ift. 2019 |
| Resultat               | Pr. par      | Total        | Ændring ift. 2019 |
| ---------------------- | ------------ | ------------ | ----------------- |
| Vindere (1)            | A$ 190.000   | A$ 190.000   | +2,7 %            |
| Finalister (1)         | A$ 100.000   | A$ 100.000   | +5,3 %            |
| Semifinalister (2)     | A$ 50.000    | A$ 100.000   | +5,3 %            |
| Kvartfinalister (4)    | A$ 24.000    | A$ 96.000    | +4,3 %            |
| Tabere i 2. runde (8)  | A$ 12.000    | A$ 96.000    | +4,3 %            |
| Tabere i 1. runde (16) | A$ 6.250     | A$ 100.000   | +5,0 %            |
| Samlet præmiesum       | -            | A$ 682.000   | +4,3 %            |

## Turnering

### Deltagere
Turneringen havde deltagelse af 32 par, der var fordelt på:
- 24 direkte kvalificerede par i form af deres ranglisteplacering.
- 8 par, der havde modtaget et wildcard.

#### Seedede spillere
De 8 bedste par blev seedet.
| Seedning | Rang. | Spiller                           | Resultat     |
| -------- | ----- | --------------------------------- | ------------ |
| 1        | 8     | Barbora Strýcová Marcelo Melo     | Første runde |
| 2        | 12    | Zhang Shuai Nicolas Mahut         | Meldte afbud |
| 3        | 25    | Gabriela Dabrowski Henri Kontinen | Semifinale   |
| 4        | 26    | Chan Hao-Ching Michael Venus      | Anden runde  |
| 5        | 28    | Barbora Krejčíková Nikola Mektić  | Mestre       |
| 6        | 28    | Latisha Chan Ivan Dodig           | Kvartfinale  |
| 7        | 32    | Samantha Stosur Jean-Julien Rojer | Anden runde  |
| 8        | 34    | Hsieh Su-Wei Neal Skupski         | Anden runde  |

#### Wildcards
Otte par modtog et wildcard til turneringen.
| Par                                   | Resultat     |
| ------------------------------------- | ------------ |
| Jessica Moore Matthew Ebden           | Anden runde  |
| Ellen Perez Luke Saville              | Første runde |
| Arina Rodionova Andrew Harris         | Første runde |
| Storm Sanders Marc Polmans            | Første runde |
| Astra Sharma John-Patrick Smith       | Semifinale   |
| Belinda Woolcock Blake Mott           | Første runde |
| Monique Adamczak David Vega Hernández | Første runde |
| Jeļena Ostapenko Leander Paes         | Anden runde  |

### Resultater
| Barbora Strýcová |
| Marcelo Melo     |

| Bethanie Mattek-Sands |
| Jamie Murray          |

| Bethanie Mattek-Sands |
| Jamie Murray          |

| Storm Sanders |
| Marc Polmans  |

| Jeļena Ostapenko |
| Leander Paes     |

| Jeļena Ostapenko |
| Leander Paes     |

| Bethanie Mattek-Sands |
| Jamie Murray          |

| Venus Williams       |
| Juan Sebastián Cabal |

| Zheng Saisai  |
| Joran Vliegen |

| Zheng Saisai  |
| Joran Vliegen |

| Zheng Saisai  |
| Joran Vliegen |

| Desirae Krawczyk |
| Joe Salisbury    |

| Hsieh Su-Wei |
| Neal Skupski |

| Hsieh Su-Wei |
| Neal Skupski |

| Bethanie Mattek-Sands |
| Jamie Murray          |

| Chan Hao-Ching |
| Michael Venus  |

| Astra Sharma       |
| John-Patrick Smith |

| Duan Yingying     |
| Marcelo Demoliner |

| Chan Hao-Ching |
| Michael Venus  |

| Iga Świątek  |
| Łukasz Kubot |

| Iga Świątek  |
| Łukasz Kubot |

| Ellen Perez  |
| Luke Saville |

| Iga Świątek  |
| Łukasz Kubot |

| Belinda Woolcock |
| Blake Mott       |

| Astra Sharma       |
| John-Patrick Smith |

| Astra Sharma       |
| John-Patrick Smith |

| Astra Sharma       |
| John-Patrick Smith |

| Viktória Kužmová |
| Filip Polášek    |

| Samantha Stosur   |
| Jean-Julien Rojer |

| Samantha Stosur   |
| Jean-Julien Rojer |

| Bethanie Mattek-Sands |
| Jamie Murray          |

| Latisha Chan |
| Ivan Dodig   |

| Barbora Krejčíková |
| Nikola Mektić      |

| Arina Rodionova |
| Andrew Harris   |

| Latisha Chan |
| Ivan Dodig   |

| Andreja Klepač         |
| Édouard Roger-Vasselin |

| Andreja Klepač         |
| Édouard Roger-Vasselin |

| Kirsten Flipkens |
| Jürgen Melzer    |

| Latisha Chan |
| Ivan Dodig   |

| Jessica Moore |
| Matthew Ebden |

| Gabriela Dabrowski |
| Henri Kontinen     |

| Darija Jurak   |
| Fabrice Martin |

| Jessica Moore |
| Matthew Ebden |

| Lucie Hradecká |
| Kevin Krawietz |

| Gabriela Dabrowski |
| Henri Kontinen     |

| Gabriela Dabrowski |
| Henri Kontinen     |

| Gabriela Dabrowski |
| Henri Kontinen     |

| Barbora Krejčíková |
| Nikola Mektić      |

| Barbora Krejčíková |
| Nikola Mektić      |

| Květa Peschke  |
| Wesley Koolhof |

| Barbora Krejčíková |
| Nikola Mektić      |

| Amanda Anisimova |
| Nick Kyrgios     |

| Amanda Anisimova |
| Nick Kyrgios     |

| Monique Adamczak     |
| David Vega Hernández |

| Barbora Krejčíková |
| Nikola Mektić      |

| Nicole Melichar |
| Bruno Soares    |

| Nadiia Kitjenok |
| Rohan Bopanna   |

| Alicja Rosolska |
| Andreas Mies    |

| Nicole Melichar |
| Bruno Soares    |

| Nadiia Kitjenok |
| Rohan Bopanna   |

| Nadiia Kitjenok |
| Rohan Bopanna   |

| Ljudmyla Kitjenok |
| Austin Krajicek   |